# Pelagićevo
Pelagićevo (v srbské cyrilici Пелагићево) je město v severní části Bosny a Hercegoviny, v Republice srbské, nedaleko Distriktu Brčko. Řadí se k menším sídlům; v roce 1991 mělo 2 233 obyvatel.
Pelagićevo se rozkládá v nížinné oblasti tzv. Posáví, v blízkosti silničního tahu Županja - Srebrenik. Svůj název má podle Vasy Pelagiće, srbského utopického socialisty konce 19. století (který byl v období existence socialistické Jugoslávie obzvláště ceněn, podobně jako například Svetozar Marković). Do roku 1970 nesla obec název Gornji Žabar (Горњи Жабар). Název Vasi Pelagiće neslo již dříve zemědělské družstvo, které bylo během kolektivizace v blízkosti Gornjeg Žabra zřízeno. V roce 1947 získalo město telefonické spojení a o tři roky později bylo napojeno také na elektrickou síť.
Pelagićevo je sídlem stejnojmenné opštiny, která má cca 10 000 obyvatel. Opština vznikla až po válce v 90. letech, kdy byla část původní opštiny Gradačac, která se nacházela na území Republiky srbské vyčleněna do samostatného celku.
Nedaleko obce se v oblasti zatopené pískovny nachází v celém okolí oblíbené Jezero Pelagićevo.[zdroj?]